# Ulises Segura
Ulises Antonio Segura Machado (ur. 23 czerwca 1993 w San José) – kostarykański piłkarz występujący na pozycji ofensywnego pomocnika, reprezentant Kostaryki, od 2022 roku zawodnik Deportivo Saprissa.

## Kariera klubowa
Segura pochodzi z kantonu Goicoechea w prowincji San José. W wieku sześciu lat dołączył do akademii juniorskiej krajowego potentata – stołecznego Deportivo Saprissa. Do pierwszej drużyny został włączony przez szkoleniowca Rónalda Gonzáleza po kilku miesiącach występów w drugoligowej filii Saprissy o nazwie Generación Saprissa. W kostarykańskiej Primera División zadebiutował 18 stycznia 2014 w zremisowanym 2:2 spotkaniu z Carmelitą i już w tym samym, wiosennym sezonie Verano 2014 wywalczył z Saprissą tytuł mistrza Kostaryki. Sam pełnił jednak wyłącznie rolę rezerwowego (zanotował dwa występy) i bezpośrednio po tym udał się na wypożyczenie do niżej notowanego zespołu CS Uruguay de Coronado. Tam 14 września 2014 w wygranej 1:0 konfrontacji z Belén strzelił pierwszego gola w najwyższej klasie rozgrywkowej, a ogółem w Uruguayu spędził rok jako podstawowy zawodnik, lecz bez poważniejszych osiągnięć.
Po powrocie do Saprissy – w jesiennym sezonie Invierno 2015 – Segura wywalczył kolejne mistrzostwo Kostaryki, lecz dopiero po tym sukcesie wywalczył sobie pewne miejsce w wyjściowym składzie. W sezonie Invierno 2016 po raz trzeci w karierze zdobył tytuł mistrzowski z Saprissą, będąc kluczowym pomocnikiem w taktyce Carlosa Watsona – swojego byłego trenera z Uruguayu. Pół roku później – w sezonie Verano 2017 – osiągnął natomiast wicemistrzostwo Kostaryki. Ogółem barwy Saprissy reprezentował przez trzy lata – we wszystkich rozgrywkach wystąpił 126 razy i strzelił 16 goli, zaś w swojej grze imponował ruchliwością, dynamiką i wielofunkcyjnością (występował głównie na pozycji środkowego pomocnika operującego na całej długości boiska, lecz również na bokach pomocy, a nawet prawej obronie).
W styczniu 2018 Segura przeszedł do amerykańskiego D.C. United.

## Kariera reprezentacyjna
W maju 2015 Segura został powołany przez Luisa Fernando Fallasa do olimpijskiej reprezentacji Kostaryki U-23 na towarzyski Turniej w Tulonie. Tam rozegrał wszystkie możliwe cztery spotkania (z czego dwa w wyjściowym składzie), zaś jego kadra odpadła z rozgrywek już w fazie grupowej. Pięć miesięcy później znalazł się w składzie na północnoamerykański turniej kwalifikacyjny do Igrzysk Olimpijskich w Rio de Janeiro (uprzednio występował w eliminacjach wstępnych); pełnił wówczas jedynie rolę rezerwowego i wystąpił w dwóch z trzech meczów (w obydwóch po wejściu z ławki), a Kostarykańczycy zakończyli swój udział w rozgrywkach już na fazie grupowej i nie zdołali awansować na igrzyska.
W styczniu 2017 Segura został powołany przez selekcjonera Óscara Ramíreza do reprezentacji Kostaryki na turniej Copa Centroamericana. Tam 15 stycznia w wygranym 3:0 meczu z Belize zadebiutował w seniorskiej kadrze. Ogółem podczas tych rozgrywek wystąpił w trzech z pięciu możliwych spotkań (w dwóch w wyjściowym składzie), a jego drużyna uplasowała się na czwartym miejscu. Sześć miesięcy później znalazł się w kadrze na Złoty Puchar CONCACAF, podczas którego rozegrał dwa z pięciu meczów (z czego jeden w wyjściowej jedenastce). Kostarykańczycy odpadli wówczas z turnieju w półfinale, ulegając w nim gospodarzowi i późniejszemu zwycięzcy – USA (0:2).